# Goleada
Goleada, no futebol, é uma "vitória por ampla diferença de gols"(Brasil)/golos (Portugal) (definição do Dicionário Houaiss).

## Definição
- Embora esta "ampla diferença" que caracterizaria a goleada não esteja quantificada no dicionário, a maioria dos comentaristas considera que são goleadas as vitórias a partir de três gols de diferença.[2][3][4] Mas há também quem considere que a goleada só se caracteriza a partir de uma diferença de quatro gols.[5]
- Já para outros, mesmo que a diferença não seja de 3 ou mais gols, havendo 4 ou mais gols e uma diferença de 2 gols seria goleada, o que inclui 4 a 2 e 5 a 3.
- Uma outra fórmula é a soma de ambos os critérios,[6] considerando goleada a diferença de 3 ou mais gols somada com o número de 4 ou mais gols marcados, excluindo 3 a 0; 4 a 2; 5 a 3; 4 a 3; 5 a 4, por exemplo.
- Um debate especial é sobre o placar de 3 a 0.[7]

## Maiores goleadas
Abaixo, segue a lista das maiores goleadas ocorridas em jogos de futebol (competições oficiais ou envolvendo equipes profissionais) em que se tem registro.

### Futebol masculino
África
- AS Adema 149–0 SO l'Emyrne - Antananarivo, Madagascar, Campeonato Malgaxe de Futebol - 31 de outubro de 2002
- Kahula Rangers 95–0 Lumbenbu United - Serra Leoa, Campeonato Serra-Leonês de Futebol -  5 de julho de 2022[8]
- Gulf FC 91–1 Koquima Lebanon - Serra Leoa, Campeonato Serra-Leonês de Futebol - 5 de julho de 2022[8]
- Plateau United Feeders 79–0 Akurba - Nigéria, Nigerian Nationalwide League - 8 de julho de 2013[9]
- Police Machine 67–0 Bubayaro - Nigéria, Nigerian Nationalwide League - 8 de julho de 2013
- Matiyasi FC 59–1 Nsami Mighty Birds - África do Sul, Quarta Divisão do Campeonato Sul-Africano - 10 de junho de 2022[10]
- Shivulani Dangerous Tigers 33–1 Kotoko Happy Boys - África do Sul, Quarta Divisão do Campeonato Sul-Africano - 10 de junho de 2022[10]
- SC Villa 22–1 Akol - Kampala, Uganda, Campeonato Ugandense de Futebol - 27 de agosto de 2003[11]

América do Norte e Central
- SUBT 32–0 Jong Curaçao - Curaçao, Campeonato das Antilhas Holandesas - 13 de março de 1953
- UWI Blackbird 21–0 Pinelands - Barbados, Barbados Premier Division - 5 de junho de 2016

América do Sul
- 30 de Abril 73–0 Oriental - Acahay, Paraguai, Divisão Regional do Departamento de Paraguarí - 28 de maio de 1999[12][13]
- Pelileo SC 44–1 Indi Native Ñwapa - Pelileo, Equador, Segunda Categoría de Tungurahua - 22 de maio de 2016[14]

Ásia e Oceania
- Pago Youth 27–0 Black Roses - Samoa Americana, Campeonato Nacional de Samoa Americana - 24 de agosto de 2019[carece de fontes?]
- BoG Strikers 25–1 Haya - Guam, Campeonato Guamês de Futebol - 15 de abril de 2018
- Guam Shipyard 24–0 No Ka Oi - Guam, Campeonato Guamês de Futebol - 6 de maio de 2007[carece de fontes?]
- Lupe o le Soaga 23–0 AST Central United - Samoa, Campeonato Samoano de Futebol - 20 de agosto de 2016
- Benfica de Macau 23–1 Casa de Portugal - Macau, Liga de Elite de 2020 - 11 de dezembro de 2020
- Vailima Kiwi 21–0 AST Central United - Samoa, Campeonato Samoano de Futebol - 30 de julho de 2016
- Lao Police Club 21–0 Lanexang United - Laos, Campeonato Laosiano de Futebol - 5 de abril de 2012
- Lotohaʻapai United 20–0 Popua FC - Tonga, Campeonato Tonganês de Futebol - 23 de março de 2013
- VB Addu 20–0 Kalhaidhoo ZJ - Maldivas, Campeonato Maldivo de Futebol - 2 de julho de 2009[carece de fontes?]
- Transport United 20–0 RIHS - Thimpu, Butão, Campeonato Butanês de Futebol - 3 de agosto de 2007[carece de fontes?]

Europa
- Arbroath 36–0 Bon Accord - Arbroath, Escócia, Copa da Escócia - 12 de setembro de 1885
- FCI Tallinn 36–0 Virtsu Jalgpalliklub - Tallinn, Estônia, Copa da Estônia - 15 de junho de 2015[15]
- Dundee Harp 35–0 Aberdeen Rovers - Dundee, Escócia, Copa da Escócia - 12 de setembro de 1885
- ACS Berceni 31–0 CS Buftea - Romênia, Segunda divisão do Campeonato Romeno - 28 de agosto de 2012[16]
- Paide Linnameeskond 31–0 JK Raudteetöölised - Paide, Estônia, Copa da Estônia - 1 de julho de 2015[17]
- Villarreal CF 27×0 Navata - Alt Empordà, Espanha, amistoso - 19 de julho de 2009[18]
- Preston North End 26–0 Hyde - Preston, Inglaterra, Copa da Inglaterra - 15 de outubro de 1887[carece de fontes?]
- Sporting CP 21–0 CS Mindelense - Estádio José Alvalade - Lisboa, Portugal, Taça de Portugal - 23 de maio de 1971[19]
- FK Austria Wien 21–0 LASK Linz - Viena, Áustria, Campeonato Austríaco de Futebol - 19 de janeiro de 1941[carece de fontes?]
- Olympique de Marseille 20–2 Avignon - Stade Vélodrome - Marselha, França, Liga do Sul da França - 6 de outubro de 1942[20]

Seleções
- Vanuatu 46–0 Micronésia - Bisini Sports Complex - Port Moresby, Papua Nova Guiné, Jogos do Pacífico de 2015 - 7 de julho de 2015[21]
- Fiji 38–0 Micronésia - Bisini Sports Complex - Port Moresby, Papua Nova Guiné, Jogos do Pacífico de 2015 - 5 de julho de 2015
- Austrália 31–0 Samoa Americana - International Stadium - Coffs Harbour, Austrália, Eliminatórias da Copa do Mundo de 2002 - 11 de abril de 2001
- Taiti 30–0 Micronésia - Bisini Sports Complex - Port Moresby, Papua Nova Guiné, Jogos do Pacífico de 2015 - 3 de julho de 2015
- Austrália 22–0 Tonga - International Stadium - Coffs Harbour, Austrália, Eliminatórias da Copa do Mundo de 2002 - 9 de abril de 2001
- Kuwait 20–0 Butão - Estádio Nacional - Cidade do Kuwait, Eliminatórias da Copa da Ásia de 2000 - 14 de fevereiro de 2000

### Brasil

#### Futebol Masculino
Maiores goleadas do futebol brasileiro (acima de 12 gols marcados), desconsiderando jogos de categorias de base.
- Botafogo 24–0 Mangueira - Rio de Janeiro, Campeonato Carioca de 1909 - 30 de maio de 1909
- Nacional do Amazonas 24–0 Brasil Sport - Campeonato Amazonense - 24 de setembro de 1922
- Grêmio 23–0 Nacional de Porto Alegre - Porto Alegre, Campeonato Citadino de Porto Alegre - 25 de agosto de 1912
- CSA 22–0 EC Maceió - Pajuçara - Maceió, Campeonato Alagoano de 1944 - 28 de janeiro de 1945
- América 22–0 Alecrim - Natal, amistoso - 14 de julho de 1915
- Ulbra 21–0 Shallon - Estádio Municipal José de Abreu Bianco - Ji-Paraná, Campeonato Rondoniense de 2006 - 14 de maio de 2006
- Náutico 21–3 Flamengo de Recife - Recife, Campeonato Pernambucano de 1945 - 1 de julho de 1945
- Sampaio Corrêa 20–0 Santos Dumont - São Luís, Campeonato Maranhense de 1934 - 2 de setembro de 1934
- CA Itajaí 19–0 Curitibanos - Estádio Doutor Hercílio Luz - Itajaí, Campeonato Catarinense de 2018 - Série C - 6 de outubro de 2018
- Cataratas 19–0 Real Beltronense - Estádio do ABC - Foz do Iguaçu, Campeonato Paranaense de 2000 - Segunda Divisão - 30 de março de 2000
- Paysandu 17–0 Panther FC - Belém, Campeonato Paraense de 1922 - 11 de junho de 1922
- São José 17–2 Santos - Zerão - Macapá, Campeonato Amapaense de 2004 - 27 de outubro de 2004
- Sul América 16–0 Guarani-AM - Estádio Ismael Benigno - Manaus, Campeonato Amazonense de 1959 - 7 de junho de 1959
- Atlético Roraima 16–1 Progresso - Estádio Flamarion Vasconcelos - Boa Vista, Campeonato Roraimense de 2002 - 20 de abril de 2002
- Flamengo 16–2 River-RJ - Rio de Janeiro, Campeonato Carioca de 1933 - 14 de maio de 1933
- Flamengo 16–2 Mangueira - Rio de Janeiro, Campeonato Carioca de 1912 - 3 de maio de 1912
- Pinheiros 15–0 Maga - Estádio Aníbal Torres Costa - Tubarão, Campeonato Catarinense de 2013 - Série C - 12 de setembro de 2013
- Ferroviária 15–1 Velo Clube - Fonte Luminosa - Araraquara, Campeonato Paulista de 1955 - Segunda Divisão - 11 de dezembro de 1955
- Botafogo 15–1 Riachuelo-RJ - Rio de Janeiro, Campeonato Carioca de 1910 - 4 de setembro de 1910
- Próspera 14–0 Curitibanos - Estádio Mario Balsini - Criciúma, Campeonato Catarinense de 2018 - Série C - 16 de setembro de 2018[22]
- Sorriso 14–0 Cáceres - Estádio Luiz Geraldo da Silva - Cáceres, Campeonato Mato-Grossense de 2010 - 21 de março de 2010
- Mixto 14–0 Tangará - Estádio Presidente Dutra - Cuiabá, Campeonato Mato-Grossense de 2009 da Segunda Divisão - 20 de agosto de 2009[23]
- Sergipe 14–0 Propriá - Aracaju, Campeonato Sergipano de 1996 - 6 de julho de 1996
- Internacional 14–0 Ferro Carril - Beira-Rio - Porto Alegre, Campeonato Gaúcho de 1976 - 23 de maio de 1976
- Sport 14–0 Santo Amaro - Ilha do Retiro - Recife, Campeonato Pernambucano de 1976 - 7 de abril de 1976
- América 14–0 Palmeiras - Campo da Augusto de Lima - Belo Horizonte, Campeonato Mineiro de 1928 - 29 de julho de 1928
- Baré 14–1 GAS - Estádio Ribeirão - Boa Vista, Campeonato Roraimense de 2008 - 17 de maio de 2008
- Vasco da Gama 14–1 Canto do Rio - Estádio São Januário, Rio de Janeiro, Campeonato Carioca de 1947 - 6 de setembro de 1947
- Mauaense 14–2 ECUS - Estádio Municipal Pedro Benedetti - Mauá, Campeonato Paulista da Segunda Divisão de 2015 - 16 de agosto de 2015[24]
- Rio Branco 14–2 Espírito Santo - Estádio do Sumaré - Cachoeiro do Itapemirim, Campeonato Capixaba de 2010 - 10 de fevereiro de 2010
- Inter de Lages 13–0 Maga - Estádio Vidal Ramos Júnior, Lages, Campeonato Catarinense de 2013 - Série C - 20 de outubro de 2013[25]
- Botafogo 13–0 Haddock Lobo - Rio de Janeiro, Campeonato Carioca de 1909 - 11 de julho de 1909
- Botafogo 13–1 Villa Isabel - Rio de Janeiro, Campeonato Carioca de 1928 - 8 de abril de 1928
- Britânia 13–1 América - Curitiba, Campeonato Paranaense de 1920 - 12 de outubro de 1920
- Coritiba 13–1 Paraná SC - Curitiba, Campeonato Paranaense de 1926 - 7 de novembro de 1926
- Legião 12–0 Bosque - Mané Garrincha - Brasília, Campeonato Brasiliense da Terceira Divisão de 2006 - 26 de outubro de 2006
- Fluminense 12–0 MTV Brasil - Moça Bonita - Rio de Janeiro, amistoso - 1 de dezembro de 1997
- Vasco da Gama 12–0 Andarahy - Laranjeiras - Rio de Janeiro, Campeonato Carioca de 1937 - 29 de dezembro de 1937
- CA Paulistano 12–0 AA das Palmeiras - Chácara da Floresta - São Paulo, Campeonato Paulista de 1920 - 16 de maio de 1920
- Paissandu 12–0 Mangueira - Rio de Janeiro, Campeonato Carioca de 1912 - 23 de junho de 1912
- Vitória 12–0 Linhares - Estádio Salvador Costa - Vitória, Campeonato Capixaba de 2020 - 7 de maio de 2020[26]
- Fluminense 12–1 Tarancón - Tarancón de Cuenca, Espanha, amistoso - 15 de agosto de 1986
- Santos 12–1 Ponte Preta - Vila Belmiro - Santos, Campeonato Paulista de 1959 - 19 de novembro de 1959
- São Paulo 12–1 Jabaquara - Pacaembu - São Paulo, Campeonato Paulista de 1945 - 8 de julho de 1945
- São Paulo 12–1 EC Sírio - Chácara da Floresta - São Paulo, Campeonato Paulista de 1933 - 27 de agosto de 1933
- Santos 12–1 CA Ypiranga - Vila Belmiro - Santos, Campeonato Paulista de 1927 - 3 de maio de 1927

#### Futebol Feminino
No Brasil, a maior goleada registrada em jogos oficiais foi do time feminino do Flamengo/Marinha que goleou o Greminho por 56 a 0, jogo válido pelo Campeonato Estadual do RJ Feminino de 2019. Para se ter ideia, a partida teve média de um gol a cada 1,6 minutos. Já a segunda maior goleada foi do Vitória das Tabocas 34 a 0 PMPE, pelo Campeonato Pernambucano Feminino de 2013.

### Portugal
Em Portugal, a maior goleada em Futebol Masculino foi em 23 de maio de 1971 para a Taça de Portugal,  o Sporting ganhou em casa ao Mindelense, uma equipa de Cabo Verde, então uma colónia portuguesa  por 21-0.
Mas a maior goleada de sempre, foi no Futebol Feminino, em 26 de Janeiro de 2019 onde o Benfica derrotou o Pego por uns expressivos 32-0.
Para o campeonato nacional da 1.ª divisão em Portugal, a maior goleada foi Sporting 14 Leça 0 no dia 22 de fevereiro de 1942. Entre os grandes (Sport Lisboa e Benfica, Sporting Clube de Portugal e Futebol Clube do Porto), a  maior goleada foi a do Benfica 12 FC Porto 2 em 7 de fevereiro de 1943 no estádio do Campo Grande, demolido há muitos anos. As maiores goleadas da seleção de Portugal foi de 8-0 por duas vezes em jogos oficiais frente ao Liechtenstein e um particular frente ao Kuwait.